# Ивановский сельсовет (Ирбейский район)
Ивановский сельсовет - сельское поселение в Ирбейском районе Красноярского края.
Административный центр - село Ивановка.

## Население
| 2010 | 2012 | 2013 | 2014 | 2015 | 2016 | 2017 |
| ---- | ---- | ---- | ---- | ---- | ---- | ---- |
| 867  | ↘860 | ↘821 | ↘807 | ↘783 | ↘767 | ↘754 |

## Состав сельского поселения
В состав сельского поселения входят 2 населённых пункта:
| № | Населённый пункт | Тип населённого пункта       | Население |
| - | ---------------- | ---------------------------- | --------- |
| 1 | Ивановка         | село, административный центр | 596       |
| 2 | Николаевка       | деревня                      | 271       |

## Местное самоуправление
Ивановский сельский Совет депутатов
Дата избрания: 14.03.2010. Срок полномочий: 5 лет. Количество депутатов: 10
Глава муниципального образования
- Улюкова Т.А. Дата избрания: 2017. Срок полномочий: 5 лет